# Animal Rights Militia
 (mars 2021).
Si vous disposez d'ouvrages ou d'articles de référence ou si vous connaissez des sites web de qualité traitant du thème abordé ici, merci de compléter l'article en donnant les références utiles à sa vérifiabilité et en les liant à la section « Notes et références ».
Pour les articles homonymes, voir ARM.
L'Animal Rights Militia (ARM) est une bannière utilisée internationalement par des activistes de défense des droits des animaux. Née d'une scission du Front de libération des animaux, l'ARM se caractérise par une utilisation prononcée de la violence directement contre les personnes par le biais de colis piégés, de contaminations, d'incendies ou de menaces de mort. L'ARM est toutefois moins présente que l'ALF, en effet des actions sont répertoriées dans une douzaine de pays tandis que l'ALF en revendique dans plus d'une quarantaine.

## Actions

### 1980

#### 1982
- 30 novembre 1982 : cinq colis piégés sont envoyés à Margaret Thatcher, alors Premier ministre britannique, le bureau du Home Office chargé de la législation sur les animaux, ainsi que les dirigeants de trois partis d'opposition en Grande-Bretagne. Le chef du bureau de Margaret Thatcher a subi des brûlures au visage et à la main quand le colis a pris feu.

- février 1984: cinq nouveaux colis piégés sont envoyés pour protester contre la chasse au phoques, ils sont désamorcés, il n'y a pas eu de blessés.

- septembre 1985 : deux voitures de chercheurs sur les animaux pour BIBRA (British Industrial Biological Research Association) sont détruites par des engins incendiaires dans le sud de Londres.
- mars 1985 : l'ARM dit avoir contaminé des produits, ils avouent plus tard que c'était un canular.

- 1er septembre 1986 : un incendie à Santa Clara fait 10 000 $ de dommages.

### 1990
- Janvier 1992 : l'ARM revendique la contamination de plusieurs produits, il s'agissait encore d'un canular.

Séries d'incendies dans tout le Royaume-Uni :
- juillet 1994 : deux boutiques sont incendiées à Cambridge et Édimbourg et deux autres dispositifs sont retrouvés dans d'autres boutiques.
- août 1994 : une boutique de cuir est incendiée, deux autres dispositifs sont retrouvés intacts. Deux semaines plus tard des incendies et tentatives sont répertorié-e-s sur toute l'Île de Wight, ils causent au total 3 millions de dollars de dommages.

- Tout le long de l'année d'autres incendies causant des dommages mineurs sont à répertorier dans le Yorkshire du Nord et le Yorkshire.

- 25 décembre 1994 : une cellule au Canada dit avoir contaminé les dindes de magasins Save-On Foods et Canada Safeway à Vancouver avec de la mort aux rats.

- 1998 : Lors de la grève de la faim de Barry Horne un militant pour les droits des animaux l'ARM a promis d'assassiner plusieurs personnes impliquées dans la vivisection s'il venait à mourir.

### 2004 - 2010
- octobre 2004 : l'ARM revendique la profanation de la tombe de la mère de Christopher Hall, copropriétaire de Darley Oaks Farm, qui élève des porcs pour Huntingdon Life Sciences, le corps fut retiré et enterré dans les bois.

- août 2005 : l'ARM a envoyé des lettres de menaces à 17 chefs d'entreprises associés à HLS, deux semaines plus tard 9 de ces entreprises avaient rompu leurs liens avec HLS.

- 14 décembre 2006 : l'ARM dit avoir contaminé 487 bouteilles de boissons de la société POM Wonderful à la suite de l'arrestation de plusieurs de ses militants. Plus tard cette société a arrêté toute forme d'expérimentations sur les animaux lorsque la chaîne de magasins biologiques Whole Foods Market a menacé d'arrêter la vente de leurs boissons.

- 29 avril 2007 : Dans la nuit du 28 au 29 avril, l'ARM revendique l'incendie, à Limonest, de l'entreprise Techniplast fabriquant des cages pour animaux[1].

- 30 août 2007 : l'ARM prétend avoir contaminé 250 tubes d'antiseptiques de la société Novartis, aussitôt ce produit est retiré de la vente[1].

- 18 décembre 2009 : l'ARM dit avoir contaminé des barquettes de viande dans le Canton du Tessin en Suisse.

- 2 décembre 2010 : l'Animal Rights Militia revendique l'incendie des locaux administratifs de la société Biomatech Namsa à Chasse-sur-Rhône. Cette action a été réalisée dans le cadre de la lutte contre l'expérimentation sur les animaux[2].

- 16 décembre 2010 : 20 dindes ont été libérées par l'ARM dans l'état du Vermont quelques heures avant que ces dindes soient tuées.